# DKW ZM
Die DKW ZM (Zschopauer Modell) ist ein Motorrad der Zschopauer Motorenwerke J. S. Rasmussen. Es war das erste DKW-Motorrad, das mit Gangschaltung und in unterschiedlichen Hubraumklassen angeboten wurde.

## Technik
Die ZM hatte den gleichen Rahmen mit Trittbrettern und einen Riemenantrieb wie ihre Vorgängerin ZL. Der Motor war neu und mit einem Zweiganggetriebe mit Handschaltung, Korkscheibenkupplung und Kickstarter mit außenliegendem Ratschenmechanismus kombiniert. Das Getriebe war raumsparend im Kurbelgehäuse integriert; zwei unterschiedlich große Zahnräder sind beiderseits der Hubscheiben der Kurbelwelle angebracht und werden wahlweise auf eine Vorgelegewelle geschaltet, die gleichzeitig die Abtriebswelle ist.
Es konnte zwischen fünf verschiedenen Hubraumklassen (128 bis 206 cm³) gewählt werden. Am Auspuff gab es eine Klappe, die auf „Orts“- und „Überland-Verkehr“ eingestellt werden konnte. Innerorts war die Klappe geschlossen, außerorts konnte sie geöffnet werden und das Auspuffgeräusch wurde kaum noch gedämpft.
Im Laufe der nur zwei Jahre währenden Produktion wurden verschiedene Anbauteile wie Tank, Kotflügel, Trittbretter und Lenker samt unterschiedlichen Bowdenzugbetätigungen (nach außen laufende Hebel oder Innenzughebel) eingesetzt. Auch sollen sich die Rahmen unterschieden haben. Außer der Band- und Klotzbremse wurden hinten teilweise Komet-Bremsnaben (a) eingebaut.
|                       | Ausführung E                                              | Ausführung A                                              | Ausführung B                                              | Ausführung C                                              | Ausführung D                                              |
| --------------------- | --------------------------------------------------------- | --------------------------------------------------------- | --------------------------------------------------------- | --------------------------------------------------------- | --------------------------------------------------------- |
| Motor                 | gebläsegekühlter Einzylinder-Zweitaktmotor, Kickstarter   | gebläsegekühlter Einzylinder-Zweitaktmotor, Kickstarter   | gebläsegekühlter Einzylinder-Zweitaktmotor, Kickstarter   | gebläsegekühlter Einzylinder-Zweitaktmotor, Kickstarter   | gebläsegekühlter Einzylinder-Zweitaktmotor, Kickstarter   |
| Steuerung             | Schlitzsteuerung                                          | Schlitzsteuerung                                          | Schlitzsteuerung                                          | Schlitzsteuerung                                          | Schlitzsteuerung                                          |
| Ladungswechsel        | Querstromspülung                                          | Querstromspülung                                          | Querstromspülung                                          | Querstromspülung                                          | Querstromspülung                                          |
| Bohrung × Hub         | 50 × 64 mm                                                | 60 × 60 mm                                                | 59 × 64 mm                                                | 60 × 64 mm                                                | 64 × 64 mm                                                |
| Hubraum               | 128 cm³                                                   | 169,6 cm³                                                 | 175 cm³                                                   | 181 cm³                                                   | 205,9 cm³                                                 |
| Nennleistung          | 2 PS (1,5 kW)                                             | 2,5 PS (1,8 kW)                                           | 3 PS (2,2 kW)                                             | 3,25 PS (2,4 kW)                                          | 3,5 PS (2,6 kW)                                           |
| Vergaser              | Framo, Adria                                              | Framo, Adria                                              | Framo, Adria                                              | Framo, Adria                                              | Framo, Adria                                              |
| Schmierung            | Zweitaktgemisch 1:10                                      | Zweitaktgemisch 1:10                                      | Zweitaktgemisch 1:10                                      | Zweitaktgemisch 1:10                                      | Zweitaktgemisch 1:10                                      |
| Getriebe              | 2-Gang-Getriebe mit Zahnrädern im Kurbelgehäuse           | 2-Gang-Getriebe mit Zahnrädern im Kurbelgehäuse           | 2-Gang-Getriebe mit Zahnrädern im Kurbelgehäuse           | 2-Gang-Getriebe mit Zahnrädern im Kurbelgehäuse           | 2-Gang-Getriebe mit Zahnrädern im Kurbelgehäuse           |
| Endantrieb            | Riemen                                                    | Riemen                                                    | Riemen                                                    | Riemen                                                    | Riemen                                                    |
| Rahmenbauart          | Stahlrohr, gelötet                                        | Stahlrohr, gelötet                                        | Stahlrohr, gelötet                                        | Stahlrohr, gelötet                                        | Stahlrohr, gelötet                                        |
| Radaufhängung vorn    | Pendelgabel                                               | Pendelgabel                                               | Pendelgabel                                               | Pendelgabel                                               | Pendelgabel                                               |
| Radaufhängung hinten  | Starrrahmen                                               | Starrrahmen                                               | Starrrahmen                                               | Starrrahmen                                               | Starrrahmen                                               |
| Bremsen               | Band- und Klotzbremse hinten; teilweise Bremsnaben hinten | Band- und Klotzbremse hinten; teilweise Bremsnaben hinten | Band- und Klotzbremse hinten; teilweise Bremsnaben hinten | Band- und Klotzbremse hinten; teilweise Bremsnaben hinten | Band- und Klotzbremse hinten; teilweise Bremsnaben hinten |
| Leergewicht           | 65–70 kg                                                  | 65–70 kg                                                  | 65–70 kg                                                  | 65–70 kg                                                  | 65–70 kg                                                  |
| Höchstgeschwindigkeit | 40–65 km/h                                                | 40–65 km/h                                                | 40–65 km/h                                                | 40–65 km/h                                                | 40–65 km/h                                                |
| Stückzahl             | 7.200                                                     | 7.200                                                     | 7.200                                                     | 7.200                                                     | 7.200                                                     |